# 6. julij
6. julij je 187. dan leta (188. v prestopnih letih) v gregorijanskem koledarju. Ostaja še 178 dni.

## Dogodki
- 1253 – Mindaugas postane litovski kralj
- 1483 – Riharda III. kronajo za angleškega kralja
- 1609 – Bohemija (Češka) dobi versko svobodo
- 1630 – 30-letna vojna: Švedi se izkrcajo v Nemčiji
- 1785 – dolar je izbran za ime valute v ZDA
- 1799 – 25.000-glava armada Randžita Singha prične pohod proti Lahoreju
- 1801 – francosko ladjevje pri Algecirasu premaga britansko
- 1854 – v Jacksonu (Michigan, ZDA) se prične prva konvencija Republikanske stranke
- 1863 – v Lyonu ustanovljena banka Crédit Lyonnais
- 1885 – Louis Pasteur prvič uporabi cepivo proti steklini
- 1901 – ustanovljeno Splošno slovensko žensko društvo
- 1908 – Robert Peary se odpravi proti Severnemu tečaju
- 1917 – arabske čete pod vodstvom Lawrencea Arabskega zasedejo Akabo (danes v Jordaniji)
- 1919 – britanski zrakoplov R-34 pristane v New Yorku in tako postane prvi zrakoplov, ki preleti Atlantik
- 1927 – v Rimu potrdijo sklep o ukinitvi vseh pravic slovenske in hrvaške manjšine
- 1939 – v Nemčiji zaprejo še zadnja judovska podjetja
- 1942 – družina Anne Frank se preseli v skrivališče v amsterdamski hiši
- 1950 – Poljska in Nemška demokratična republika v Zgorzelcu podpišeta sporazum, ki potrdi novo mejo med državama na Odri in Lužiški Nisi
- 1957:
  - Althea Gibson kot prva temnopolta tenisačica zmaga v Wimbledonu
  - John Lennon in Paul McCartney se prvič srečata
- 1964 – Malavi postane neodvisna država
- 1966 – Malavi postane republika
- 1967 – z napadom na Biafro se začne državljanska vojna v Nigeriji
- 1975 – Komori razglasijo neodvisnost od Francije
- 1988 – na severnomorski naftni ploščadi Piper Alpha izbruhne požar, ki zahteva 167 žrtev
- 2005 – Evropski parlament z veliko večino zavrne predlog direktive o patentiranju računalniško izvedenih izumov

## Rojstva
- 1739 – Georges Jacob, francoski izdelovalec pohištva († 1814)
- 1766 – Alexander Wilson, ameriški naravoslovec, ornitolog, risar škotskega rodu († 1813)
- 1790 – Josip Tominc, slovenski slikar († 1866)
- 1796 – Nikolaj I., ruski car († 1855)
- 1819 – Ignacij Knoblehar, slovenski misijonar in raziskovalec († 1858)
- 1823 – Ahmed Vefik Paša, turški državnik († 1891)
- 1824 – Marko Perhnart, slovenski slikar († 1871)
- 1832 – Maksimilijan I. Mehiški, avstrijski nadvojvoda, mehiški cesar († 1867)
- 1838 – Vatroslav Jagić, hrvaški jezikoslovec († 1923)
- 1845 – Jakob Aljaž, slovenski duhovnik, glasbenik, planinec († 1927)
- 1886 – Marc Bloch, francoski zgodovinar († 1944)
- 1886 – Edvard Rusjan, slovenski letalec († 1911)
- 1898 – Hanns Eisler, nemško-avstrijski skladatelj († 1962)
- 1907 – Frida Kahlo, mehiška slikarka († 1954)
- 1923 – Wojciech Witold Jaruzelski, poljski general, predsednik
- 1935 – Tenzin Gyatso, tibetanski dalajlama
- 1937 – Vladimir Aškenazi, ruski pianist, dirigent
- 1945 – Peter Singer, avstralski filozof
- 1946 – Sylvester Stallone, ameriški filmski igralec
- 1946 – George Walker Bush, ameriški predsednik
- 1975 – Curtis James Jackson III. – 50 Cent, ameriški reper
- 1986 – Luigi Di Maio, italijanski politik
- 1994 – Milly in Becky Rosso, ameriški filmski in televizijski igralki

## Smrti
- 1017 – Genšin, japonski tendai budistični učenjak (* 942)
- 1070 – Godelina, flamska svetnica (* 1049)
- 1164 – Adolf II., holsteinski grof (* 1128)
- 1189 – Henrik II., angleški kralj (* 1133)
- 1218 – Odo III., burgundski vojvoda (* 1166)
- 1249 – Aleksander II., škotski kralj (* 1198)
- 1250 – Peter I., bretonski vojvoda, 1. grof Richmond (* 1191)
- 1325 – Ismail I., emir Kordove (* 1279)
- 1415 – Jan Hus, češki teolog in reformator (* 1368)
- 1476 – Regiomontan (Johannes Müller), nemški matematik, astronom (* 1436)
- 1533 – Ludovico Ariosto, italijanski pesnik (* 1474)
- 1535 – Thomas More, angleški humanist, državnik (* 1478)
- 1553 – Edvard VI., angleški kralj (* 1537)
- 1835 – Matija Čop, slovenski jezikoslovec, književni zgodovinar, kritik (* 1797)
- 1835 – John Marshall, ameriški pravnik (* 1755)
- 1854 – Georg Simon Ohm, nemški fizik (* 1789)
- 1871 – Antônio de Castro Alves, brazilski pesnik (* 1847)
- 1893 – Henry-Réne-Albert-Guy de Maupassant, francoski pisatelj (* 1850)
- 1916 – Odilon Redon, francoski slikar (* 1840)
- 1919 – Paul Deussen, nemški orientalist (* 1845)
- 1932 – Kenneth Grahame, angleški pisatelj (* 1859)
- 1959 – George Grosz, nemški slikar (* 1893)
- 1962 – William Falkner-Faulkner, ameriški pisatelj, nobelovec 1949 (* 1897)
- 1962 – John Anderson, škotsko-avstralski filozof (* 1893)
- 1963 – Anton Vovk, slovenski nadškof, metropolit in Božji služabnik (* 1900)
- 1971 – Louis Daniel Armstrong - Satchmo, ameriški jazzovski glasbenik (* 1901)
- 1973 – Otto Klemperer, nemško-ameriški dirigent, skladatelj judovskega rodu (* 1885)
- 1993 – John Gatenby Bolton, angleško-avstralski astronom (* 1922)
- 1999 – Joaquín Rodrigo, španski skladatelj (* 1901)
- 2004 – Thomas Klestil, avstrijski predsednik (* 1932)
- 2019 – Cameron Boyce, ameriški igralec (* 1999)

## Prazniki in obredi
- Komori – dan neodvisnosti
- Češka – dan Jana Husa
- Litva – dan državnosti
- Malavi – dan neodvisnosti